# Cauchyjev produkt
Cauchyjev prodúkt [košíjev ~] dveh zaporedij {\displaystyle \textstyle (a_{n})_{n\geq 0}\,}, {\displaystyle \textstyle (b_{n})_{n\geq 0}\,} je v matematiki nezvezna konvolucija zaporedij s katero nastane novo zaporedje {\displaystyle \textstyle (c_{n})_{n\geq 0}\,}, katerega splošna oblika je dana kot:
{\displaystyle c_{n}=\sum _{k=0}^{n}a_{k}b_{n-k}\!\,.}
Je zaporedje, katerega povezana formalna potenčna vrsta {\displaystyle \textstyle \sum _{n=0}^{\infty }c_{n}X^{n}\,} je produkt dveh vrst, ki sta podobno povezani z {\displaystyle (a_{n})_{n\geq 0}\,} in {\displaystyle (b_{n})_{n\geq 0}\,}. Zaporedje se imenuje po francoskem inženirju in matematiku Augustinu Louisu Cauchyju.

## Vrste
Še posebej pomemben primer je obravnava zaporedij {\displaystyle \textstyle a_{n},b_{n}\,}, ki so členi dveh strogo formalnih (ne nujno konvergentnih vrst):
{\displaystyle \sum _{n=0}^{\infty }a_{n},\qquad \sum _{n=0}^{\infty }b_{n}\!\,}
po navadi realnih ali kompleksnih. Potem je Cauchyjev produkt definiran z nezvezno konvolucijo kot sledi:
{\displaystyle \left(\sum _{n=0}^{\infty }a_{n}\right)\cdot \left(\sum _{m=0}^{\infty }b_{m}\right)=\sum _{j=0}^{\infty }c_{j},\qquad \mathrm {kjer\ je} \ c_{j}=\sum _{k=0}^{j}a_{k}b_{j-k},\qquad (n=0,1,2,\ldots )\!\,.}
»Formalno« pomeni, da se vrste obravnavajo brez vsakršnega vprašanja o konvergenci. Ni nujno, da so vrste konvergentne.
Z analogijo s končnimi vsotami se pričakuje, da bo v primerih v katerih dve vrsti dejansko konvergirata vsota neskončne vrste:
{\displaystyle \sum _{j=0}^{\infty }c_{j}\!\,}
enaka neskončemu produktu:
{\displaystyle \left(\sum _{n=0}^{\infty }a_{n}\right)\left(\sum _{m=0}^{\infty }b_{m}\right)\!\,,}
prav tako, če bi vsaka od pomnoženih vrst imela končno mnogo členov. To v splošnem ne velja – za posebne primere glej spodaj Mertensov in Cesàrov izrek.

## Končno seštevanje
Za produkt dveh končnih vrst {\displaystyle a_{k}\,} in {\displaystyle b_{k}\,} s {\displaystyle 0<k<n\,} velja enačba:
{\displaystyle \left(\sum _{k=0}^{n}a_{k}\right)\cdot \left(\sum _{k=0}^{n}b_{k}\right)=\sum _{k=0}^{2n}\sum _{i=0}^{k}a_{i}b_{k-i}-\sum _{k=0}^{n-1}\left(a_{k}\sum _{i=n+1}^{2n-k}b_{i}+b_{k}\sum _{i=n+1}^{2n-k}a_{i}\right)\!\,.}

## Konvergenca in Mertensov izrek
Ne zamenjajte s člankom Mertensovi izreki, ki obravnavajo porazdelitev praštevil.
Naj sta {\displaystyle \textstyle (a_{n})_{n\geq 0}\,} in {\displaystyle \textstyle (b_{n})_{n\geq 0}\,} realni ali kompleksni zaporedji. Franz Mertens je dokazal, da, če vrsta {\displaystyle \textstyle \sum _{n=0}^{\infty }a_{n}\,} konvergira k {\displaystyle A\,}, vrsta {\displaystyle \textstyle \sum _{n=0}^{\infty }b_{n}\,} pa k {\displaystyle B\,}, in vsaj ena od njiju absolutno konvergira, potem njun Cauchyjev produkt konvergira k {\displaystyle AB\,}.
Ni zadostno, če obe vrsti konvergirata; če sta obe zaporedji pogojno konvergentni, Cauchyjev produkt nujno ne konvergira k produktu obeh vrst, kakor kaže naslednji zgled:

### Zgled
Naj sta dve alternirajoči vrsti dani kot:
{\displaystyle a_{n}=b_{n}={\frac {(-1)^{n}}{\sqrt {n+1}}}\!\,,}
in sta le pogojno konvergentni (divegenca vrst z absolutnima vrednostima sledi iz direktega primerjalnega kriterija in divergence harmonične vrste). Členi njunega Cauchyjevega produkta so dani z:
{\displaystyle c_{n}=\sum _{k=0}^{n}{\frac {(-1)^{k}}{\sqrt {k+1}}}\cdot {\frac {(-1)^{n-k}}{\sqrt {n-k+1}}}=(-1)^{n}\sum _{k=0}^{n}{\frac {1}{\sqrt {(k+1)(n-k+1)}}},\qquad (n\in \mathbb {Z} ,n\geq 0)\!\,.}
Ker za vsak {\displaystyle k\in \{0,1,\ldots ,n\}\,} veljata neenakosti {\displaystyle k+1\leq n+1\,} in {\displaystyle n-k+1\leq n+1\,}, za kvadratni koren v števcu sledi {\displaystyle {\sqrt {(k+1)(n-k+1)}}\leq n+1\,}, in zato, ker je {\displaystyle n+1\,} seštevancev, velja:
{\displaystyle |c_{n}|\geq \sum _{k=0}^{n}{\frac {1}{n+1}}\geq 1,\qquad (n\in \mathbb {Z} ,n\geq 0)\!\,.}
Zaradi tega {\displaystyle c_{n}\,} ne konvergira k nič ko gre {\displaystyle n\to \infty \,}, in zaradi tega vrsta {\displaystyle \textstyle (c_{n})_{n\geq 0}\,} po kriteriju po členih divergira.

### Dokaz Mertensovega izreka
Naj vrsta {\displaystyle \textstyle \sum _{n=0}^{\infty }a_{n}\,} konvergira absolutno. Njene delne vsote so:
{\displaystyle A_{n}=\sum _{i=0}^{n}a_{i},\quad B_{n}=\sum _{i=0}^{n}b_{i}\quad {\text{in}}\quad C_{n}=\sum _{i=0}^{n}c_{i}\!\,,}
kjer je:
{\displaystyle c_{i}=\sum _{k=0}^{i}a_{k}b_{i-k}\!\,.}
Potem velja:
{\displaystyle C_{n}=\sum _{i=0}^{n}a_{n-i}B_{i}\!\,.}
S preureditvijo potem izhaja:
{\displaystyle C_{n}=\sum _{i=0}^{n}a_{n-i}(B_{i}-B)+A_{n}B\!\,.}
Naj je {\displaystyle \varepsilon >0\,}. Ker je {\displaystyle \textstyle \sum _{k\in {\mathbb {N} }}|a_{k}|<\infty \,} po absolutni konvergenci in, ker {\displaystyle B_{n}\,} konvergira k {\displaystyle B\,}, ko gre {\displaystyle n\to \infty \,}, obstaja takšno celo število {\displaystyle N\,}, da za vsa cela števila {\displaystyle n\geq N\,} velja:
{\displaystyle |B_{n}-B|\leq {\frac {\varepsilon /3}{\sum _{k\in {\mathbb {N} }}|a_{k}|+1}}\!\,}
(to je edino mesto kjer se uporabi asolutna konvergenca). Ker vrsta {\displaystyle \textstyle (a_{n})_{n\geq 0}\,} konvergira, mora po kriteriju po členih konvergirati posamezni člen {\displaystyle a_{n}\,} k 0. Zato obstaja takšno celo število {\displaystyle M\,}, da za vsa cela števila  {\displaystyle n\geq M\,} velja:
{\displaystyle |a_{n}|\leq {\frac {\varepsilon }{3N(\sup _{i\in \{0,\dots ,N-1\}}|B_{i}-B|+1)}}\!\,.}
Ker tudi {\displaystyle A_{n}\,} konvergira k {\displaystyle A\,}, ko gre {\displaystyle n\to \infty \,}, obstaja takšno celo število {\displaystyle L\,}, da za vsa cela števila {\displaystyle n\geq L\,} velja:
{\displaystyle |A_{n}-A|\leq {\frac {\varepsilon /3}{|B|+1}}\!\,.}
Potem se za vsa cela števila {\displaystyle n\geq \max\{L,M+N\}\,} z izrazom za {\displaystyle C_{n}\,} razdeli vsoto na dva dela, se uporabi trikotniška neenakost za absolutno vrednost in končno z zadnjimi tremi ocenami izhaja:
{\displaystyle {\begin{aligned}|C_{n}-AB|&={\biggl |}\sum _{i=0}^{n}a_{n-i}(B_{i}-B)+(A_{n}-A)B{\biggr |}\\&\leq \sum _{i=0}^{N-1}\underbrace {|a_{\underbrace {\scriptstyle n-i} _{\scriptscriptstyle \geq M}}|\,|B_{i}-B|} _{\leq \,\varepsilon /(3N)}+{}\underbrace {\sum _{i=N}^{n}|a_{n-i}|\,|B_{i}-B|} _{\leq \,\varepsilon /3}+{}\underbrace {|A_{n}-A|\,|B|} _{\leq \,\varepsilon /3}\leq \varepsilon \!\,.\end{aligned}}}
Po definiciji konvergence vrste je {\displaystyle C_{n}\to AB\,}, kot je zahtevano.

## Zgledi

### Končne vrste
Naj je {\displaystyle \textstyle a_{i}=0\,} za vse {\displaystyle i>n\,} in {\displaystyle \textstyle b_{i}=0\,} za vse {\displaystyle \textstyle i>m\,}. Tukaj se Cauchyjev produkt vrst {\displaystyle \textstyle \sum a_{n}\,} in {\displaystyle \textstyle \sum b_{n}\,} enostavno preveri, da je {\displaystyle \textstyle (a_{0}+\cdots +a_{n})(b_{0}+\cdots +b_{m})\,}. Tako je za končne vrste, ki so končne vsote, Caushyjev produkt neposredno množenje dveh vrst.

### Neskončne vrste
- Naj je za poljubna {\displaystyle \textstyle x,y\in \mathbb {R} \,} dana vrsta {\displaystyle \textstyle a_{n}=x^{n}/n!\,} in vrsta {\displaystyle \textstyle b_{n}=y^{n}/n!\,}. Potem je:

{\displaystyle c_{n}=\sum _{i=0}^{n}{\frac {x^{i}}{i!}}{\frac {y^{n-i}}{(n-i)!}}={\frac {1}{n!}}\sum _{i=0}^{n}{\binom {n}{i}}x^{i}y^{n-i}={\frac {(x+y)^{n}}{n!}}\!\,}
po definiciji in binomskem izreku. Ker je formalno {\displaystyle \textstyle \exp(x)=\sum a_{n}\,} in {\displaystyle \textstyle \exp(y)=\sum b_{n}\,}, tako velja {\displaystyle \textstyle \exp(x+y)=\sum c_{n}\,}. Ker je limita Cauchyjevega produkta dveh absolutno konvergentnih vrst enak produktu limit vrst, tako velja formula: {\displaystyle \textstyle \exp(x+y)=\exp(x)\exp(y)\,} za vse {\displaystyle \textstyle x,y\in \mathbb {R} \,}.
- V drugem zgledu naj je {\displaystyle \textstyle a_{n}=b_{n}=1\,} za vse {\displaystyle \textstyle n\in \mathbb {N} \,}. Potem je {\displaystyle \textstyle c_{n}=n+1\,} za vse {\displaystyle n\in \mathbb {N} \,}, tako da Cauchyjev produkt {\displaystyle \textstyle \sum c_{n}=(1,1+2,1+2+3,1+2+3+4,\dots )\,} ne konvergira.

## Cesàrov izrek
V primerih, ko sta dve zaporedji konvergentni, ne pa tudi absolutno konvergentni, za Cauchjev produkt še vedno obstaja Cesàrova vsota. Posebej:
Če sta {\displaystyle \textstyle (a_{n})_{n\geq 0}\,}, {\displaystyle \textstyle (b_{n})_{n\geq 0}\,} realni zaporedji z {\displaystyle \textstyle \sum a_{n}\to A\,} in {\displaystyle \textstyle \sum b_{n}\to B\,}, potem velja:
{\displaystyle {\frac {1}{N}}\left(\sum _{n=1}^{N}\sum _{i=1}^{n}\sum _{k=0}^{i}a_{k}b_{i-k}\right)\to AB\!\,.}
To se lahko posploši na primer, ko dve zaporedji nista konvergentni, in zanju obstaja samo Cesàrova vsota:

### Izrek
Za {\displaystyle \textstyle r>-1\,} in {\displaystyle \textstyle s>-1\,} naj za zaporedje {\displaystyle \textstyle (a_{n})_{n\geq 0}\,} obstaja vsota {\displaystyle \textstyle (C,\;r)\,} z vsoto {\displaystyle A\,} in za {\displaystyle \textstyle (b_{n})_{n\geq 0}\,} ostaja vsota {\displaystyle \textstyle (C,\;s)\,} z vsoto {\displaystyle B\,}. Potem za Cauchyjev produkt obstaja vsota {\displaystyle \textstyle (C,\;r+s+1)\,} z vsoto {\displaystyle AB\,}.

## Posplošitve
Vse kar sledi velja za zaporedja v {\displaystyle \textstyle \mathbb {C} \,} (za kompleksna števila). Cauchyjev produkt se lahko definira za vrste v {\displaystyle \textstyle \mathbb {R} ^{n}\,} prostorih (evklidskih prostorih), kjer je množenje notranji produkt. V takšnem primeru, da če dve vrsti konvergirata absolutno, njun Cauchyjev produkt konvergira absoltno k notranjemu produktu limit.

### Produkti končno mnogo neskončnih vrst
Naj je {\displaystyle n\in \mathbb {N} \,} takšen, da je {\displaystyle n\geq 2\,} (dejansko naslednje velja tudi za {\displaystyle n=1\,}, vendar izjava v tem primeru postane trivialna), in naj je {\displaystyle \sum _{k_{1}=0}^{\infty }a_{1,k_{1}},\ldots ,\sum _{k_{n}=0}^{\infty }a_{n,k_{n}}\,} neskončna vrsta s kompleksnimi koeficienti, od katerih vsi razen {\displaystyle n\,}-ti konvergirajo absolutno, {\displaystyle n\,}-ti pa konvergira. Potem vrsta:
{\displaystyle \sum _{k_{1}=0}^{\infty }\sum _{k_{2}=0}^{k_{1}}\cdots \sum _{k_{n}=0}^{k_{n-1}}a_{1,k_{n}}a_{2,k_{n-1}-k_{n}}\cdots a_{n,k_{1}-k_{2}}\!\,}
konvergira in velja:
{\displaystyle \sum _{k_{1}=0}^{\infty }\sum _{k_{2}=0}^{k_{1}}\cdots \sum _{k_{n}=0}^{k_{n-1}}a_{1,k_{n}}a_{2,k_{n-1}-k_{n}}\cdots a_{n,k_{1}-k_{2}}=\prod _{j=1}^{n}\left(\sum _{k_{j}=0}^{\infty }a_{j,k_{j}}\right)\!\,.}
Ta izjava se lahko dokaže z indukcijo prek {\displaystyle n\,}: primer za {\displaystyle n=2\,} je enak trditvi o Cauchyjevem produktu. To je osnova indukcije.
Korak indukcije poteka kot sledi: naj je trditev resnična za {\displaystyle n\in \mathbb {N} \,}, tako da je {\displaystyle n\geq 2\,}, in naj je {\displaystyle \sum _{k_{1}=0}^{\infty }a_{1,k_{1}},\ldots ,\sum _{k_{n+1}=0}^{\infty }a_{n+1,k_{n+1}}\,} neskončna vrsta s kompleksnimi koeficienti, od katerih vsi razen {\displaystyle n+1\,}-ti konvegirajo absolutno, {\displaystyle n+1\,}-ti pa konvergira. Najprej se izvede indukcijska domneva za vrsto {\displaystyle \sum _{k_{1}=0}^{\infty }|a_{1,k_{1}}|,\ldots ,\sum _{k_{n}=0}^{\infty }|a_{n,k_{n}}|\,}. Izhaja, da vrsta:
{\displaystyle \sum _{k_{1}=0}^{\infty }\sum _{k_{2}=0}^{k_{1}}\cdots \sum _{k_{n}=0}^{k_{n-1}}|a_{1,k_{n}}a_{2,k_{n-1}-k_{n}}\cdots a_{n,k_{1}1-k_{2}}|\!\,}
konvergira, in zato po trikotniški neenakosti in vmesnem kriteriju vrsta:
{\displaystyle \sum _{k_{1}=0}^{\infty }\left|\sum _{k_{2}=0}^{k_{1}}\cdots \sum _{k_{n}=0}^{k_{n-1}}a_{1,k_{n}}a_{2,k_{n-1}-k_{n}}\cdots a_{n,k_{1}-k_{2}}\right|\!\,}
konvergira, ter tako vrsta:
{\displaystyle \sum _{k_{1}=0}^{\infty }\sum _{k_{2}=0}^{k_{1}}\cdots \sum _{k_{n}=0}^{k_{n-1}}a_{1,k_{n}}a_{2,k_{n-1}-k_{n}}\cdots a_{n,k_{1}-k_{2}}\!\,}
konvergira absolutno. Tako po indukcijski domnevi, Mertensovem izreku in preimenovanju spremenljivk velja:
{\displaystyle {\begin{aligned}\prod _{j=1}^{n+1}\left(\sum _{k_{j}=0}^{\infty }a_{j,k_{j}}\right)&=\left(\sum _{k_{n+1}=0}^{\infty }\overbrace {a_{n+1,k_{n+1}}} ^{=:a_{k_{n+1}}}\right)\left(\sum _{k_{1}=0}^{\infty }\overbrace {\sum _{k_{2}=0}^{k_{1}}\cdots \sum _{k_{n}=0}^{k_{n-1}}a_{1,k_{n}}a_{2,k_{n-1}-k_{n}}\cdots a_{n,k_{1}-k_{2}}} ^{=:b_{k_{1}}}\right)\\&=\sum _{k_{1}=0}^{\infty }\sum _{k_{2}=0}^{k_{1}}a_{n+1,k_{1}-k_{2}}\sum _{k_{3}=0}^{k_{2}}\cdots \sum _{k_{n+1}=0}^{k_{n}}a_{1,k_{n+1}}a_{2,k_{n}-k_{n+1}}\cdots a_{n,k_{2}-k_{3}}\!\,.\end{aligned}}}
Zato formula velja tudi za {\displaystyle n+1\,}.

## Povezava s konvolucijo funkcij
Lahko se definira tudi Cauchyjev produkt za dvomljivo neskončna zaporedja kot funkcije v {\displaystyle \textstyle \mathbb {Z} \,}. V takšnem primeru Cauchyjev produkt ni vedno definiran: Cauchyjev produkt konstantnega zaporedja 1 s samim seboj {\displaystyle \textstyle (\dots ,1,\dots )\,} na primer ni definiran. To ne izhaja za posamezna neskončna zaporedja, saj so njihove vsote končne.
Lahko obstajajo pari – na primer produkta končnega zaporedja s poljubnim zaporedjem, in produkt {\displaystyle \textstyle \ell ^{1}\times \ell ^{\infty }\,}. To je povezano z dualnostjo prostorov Lp.